# Rosalie (pel·lícula de 1937)
|  | Per a altres significats, vegeu «Rosalie (Nebraska)». |

 Rosalie és una pel·lícula musical estatunidenca de Van Dyke, estrenada el 1937.

## Argument
Un col·legial, estrella de futbol, s'enamora d'una misteriosa princesa dels Balcans.

## Repartiment
- Eleanor Powell: Princesa Rosalie Romanikov
- Nelson Eddy: Dick Thorpe
- Frank Morgan: Rei Fredrick Romanikov
- Edna May Oliver: Reina de Romanza
- Ray Bolger: Bill Delroy
- Ilona Massey: Comtessa Brenda
- Billy Gilbert: Oloff
- Reginald Owen: Canceller de Romanza
- Tom Rutherford: Príncep Paul
- Clay Clement: Capità Banner
- Virginia Grey: Mary Callahan
- George Zucco: General Maroff de Romanza